# J'ai vu le loup, le renard, le lièvre

Le loup, le renard, le lièvre est une chanson-type, existant en français ainsi que dans différentes langues d'oc, langues d'oïl. Comme toute chanson-type, elle désigne un ensemble de chansons partageant le même thème (sujet) ou des paroles proches. En raison de sa transmission orale, il est impossible de définir une version originale. Au début du XXIe siècle, on retrouve cette chanson sous plusieurs noms, correspondant le plus souvent à l'incipit de la version chantée, par exemple : J'ai vu le loup, le renard, le lièvre, A vist lo lop, lo rainard, la lèbre (version en occitan) ou encore J'ai vu le loup, le renard et la belette, même si ces variantes ne sont pas nécessairement spécifiques d'une aire géographique donnée. Une version bretonne en langue française, La Jument de Michao, créée par Tri Yann, la plus récente, est devenue la plus populaire en France et consiste en un assemblage de deux chansons traditionnelles.
Presque toutes ces versions doivent leur popularité actuelle à des interprétations marquantes dans les années 1970, dans le cadre du renouveau folk : Mont-Jòia pour les versions occitanes, The Balfa Brothers pour les versions cajun, Tri Yann pour les versions bretonnes, Malicorne pour une version uniquement instrumentale. Au début du XXIe siècle, la chanson continue d'évoluer et se diffuse dans le monde entier. Par exemple les versions occitanes se retrouvent en Allemagne, au Danemark, ou au Québec, ainsi que la version bretonne la plus connue en Suisse ou aux Pays-Bas.
Les textes des versions bourguignonne, occitane et cadienne décrivent une intrusion dans une fête sexuelle. Certaines adaptations dans d'autres langues préfèrent transformer profondément le sens de cette scène[Par exemple ?]. Certaines versions n'utilisent que deux vers de ce texte qu'elles insèrent dans une autre chanson pour servir de refrain.

## J'ai vu le loup, le renard, le lièvre(Bourgogne)
La chanson évoque la participation d'un paysan musicien à une fête de notables, peut-être un sabbat. Les notables sont discrètement désignés par des figures animales. Elle s'achève par l'invocation latine Miserere (ce mot seulement). Mélodiquement, c'est une reprise, une parodie du Dies iræ liturgique, parodie dont l'origine remonterait au XVe siècle dans le pays de Beaune (Bourgogne) et dont il existe de nombreuses variantes dans les régions françaises,,. C'est également une comptine : « Les thèmes des chansons étaient naturellement nombreux. Ces chansons pouvaient exprimer par exemple la peur du loup ou, du moins, exorciser cette peur. Il existe une version harmonisée pour chant à 1 ou 2 voix avec piano, effectuée au début du XXe siècle par le compositeur et musicologue Maurice Emmanuel (recueil : Trente Chansons bourguignonnes du Pays de Beaune) : c'est par cette harmonisation que cette chanson et d'autres titres du recueil se sont trouvés ensuite largement répandus. Toutes ces chansons avaient été initialement recueillies (collectées) par Charles Bigarne essentiellement (quelques-unes d'entre elles l'avaient été par Antonin Bourgeois et Charles Masson).

### Paroles
- Lexique ancien français et bourguignon

J'ai vu le loup, le renard, le lièvre

J'ai vu le loup, le renard cheuler 

C'est moi-même qui les ai rebeuillés

J'ai vu le loup, le renard, le lièvre

C'est moi-même qui les ai rebeuillés

J'ai vu le loup le renard le lièvre

J'ai ouï le loup, le renard, le lièvre

J'ai ouï le loup, le renard chanter

C'est moi-même qui les ai rechignés

J'ai ouï le loup, le renard, le lièvre

C'est moi-même qui les ai rechignés

J'ai ouï le loup, le renard chanter

J'ai vu le loup, le renard, le lièvre

J'ai vu le loup, le renard danser

C'est moi-même qui les ai revirés

J'ai ouï le loup, le renard, le lièvre

C'est moi-même qui les ai revirés

J'ai vu le loup, le renard danser

Miserere …

cheuler : boire jusqu’à être complètement ivre

rebeuillés : observés ou espionnés

rechignés : imités

revirés : fait danser

## Ai vist lo lop, lo rainard, la lèbre(Occitanie)

### Version binaire
Il semble que la version provençale, Ai vist lo lop, soit encore antérieure à celle de Bourgogne, elle pourrait remonter jusqu'au XIIIe siècle. Elle est au début du XXIe siècle encore transmise en Occitanie sous la forme d'une comptine. C'est la version la plus détaillée et la plus crue. Ici, ce n'est pas la participation mais le témoignage d'un paysan indigné par une fête secrète réservée à des notables. L'orgie est suggérée par la danse autour de l'arbre qui peut désigner un phallus et autour du buisson feuillu qui symboliserait la toison du sexe féminin. Le second couplet suggère la colère de ce paysan qui travaille dur, scandalisé par la débauche d'une élite sociale. Les termes choquent. Le peu d'argent gagné est trop rapidement "chié par le cul".

#### Paroles
| | Traduction |
| --- | --- |
| Ai vist lo lop, lo rainard, la lèbre Ai vist lo lop, lo rainard dançar Totei tres fasián lo torn de l'aubre Ai vist lo lop, lo rainard, la lèbre Totei tres fasián lo torn de l'aubre Fasián lo torn dau boisson folhat. Aquí trimam tota l'annada Per se ganhar quauquei sòus Rèn que dins una mesada Ai vist lo lop, lo rainard, la lèbre Nos i fotèm tot pel cuol Ai vist la lèbre, lo rainard, lo lop. | J'ai vu le loup, le renard, le lièvre J'ai vu le loup, le renard danser Tous trois faisaient le tour de l'arbre J'ai vu le loup, le renard, le lièvre Tous trois faisaient le tour de l'arbre Faisaient le tour du buisson feuillu Ici nous trimons* toute l'année Pour se gagner quelques sous Rien qu'en un mois J'ai vu le loup, le renard, le lièvre Nous le foutons par le cul** J'ai vu le lièvre, le renard, le loup |
| | * travaillons ** nous le jetons, nous le dépensons |

#### Adaptation danoise
Une version très proche a été aussi popularisée au Danemark par le groupe Virelai fondé en 1999 sous le titre Jeg så en Ulv, en Ræv, en Hare. Mais dans cette version, la dimension sexuelle et l'injustice sociale ont disparu des paroles. Elles laissent la place à la magie d'une scène incroyable, des animaux qui dansent dans la neige.
| | Traduction |
| --- | --- |
| Jeg så en ulv, en ræv, en hare Jeg så dem danse alle tre Jeg så en ulv, en ræv, en hare Jeg så dem danse alle tre Midt i vinterens kolde sne så jeg en ulv, en ræv, en hare midt i vinterens kolde sne så jeg dem danse alle tre. | J'ai vu un loup, un renard, un lièvre Je les ai vu danser tous les trois J'ai vu un loup, un renard, un lièvre Je les ai vu danser tous les trois Au milieu de la neige froide de l'hiver j'ai vu un loup, un renard, un lièvre Au milieu de la neige froide de l'hiver Je les ai vu danser tous les trois. |

### Version ternaire
La chanson peut être chantée et dansée sous la forme d'une bourrée trois temps. Elle fait ainsi partie du répertoire commun des musiciens de bal du Massif Central depuis le XIXe siècle au moins. Au début du XXIe siècle, elle continue à être jouée en bal traditionnel, par exemple par le chanteur hispano-occitan Guillaume Lopez et le duo Brotto-Lopez, ou Les musiciens de Saint-Julien. Les paroles sont quasiment identiques à la version binaire. Elles semblent avoir été simplement adaptées pour respecter la prosodie de la bourrée trois temps.

#### Paroles en occitan
| | Traduction |
| --- | --- |
| Ai vist lo lop, la lèbre e lo rainard dançar Fasián lo torn del aubre e del boisson folhat Triman tota l'annada per ganhar quauquei sòus E dins una mesada, nos fotèm tot pel cuol | J'ai vu le loup, le lièvre et le renard danser Ils faisaient le tour de l'arbre et du buisson feuillu Nous trimons toute l'année pour gagner quelques sous Et en moins d'un mois, nous nous foutons tout au cul |

## La Jument de Michao(Bretagne)
L'intégration dans le patrimoine breton s'est faite sous la forme d'une dizaine (décompte de 10 à 1 : c'est dans 10 ans… jusqu'à c'est dans 1 an…), connue en Haute-Bretagne, mais aussi ailleurs en France. Dans le renouveau folk des années 1970, la chanson a été enregistrée sous le nom La Jument de Michao, ou J'entends le loup, le renard et la belette, la première fois par le groupe folklorique Kouerien en 1973. L'interprétation faite par le groupe Tri Yann dès 1976, sur l'album La Découverte ou l'Ignorance, a permis de médiatiser la chanson qui est régulièrement reprise depuis.
On retrouve en fait dans la version popularisée par Tri Yann les paroles issues de deux chansons traditionnelles : J’ai vu le loup, le renard, la belette et une autre chanson connue sous le nom de La Jument de Michaud. Les chansons servaient de support aux branles de fonds ancien (tour, pilée menue) dans le pays vannetais-gallo.

### Paroles
C'est dans dix ans je m'en irai

J'entends le loup et le renard chanter

C'est dans dix ans je m'en irai

J'entends le loup et le renard chanter

J'entends le loup, le renard et la belette

J'entends le loup et le renard chanter

J'entends le loup, le renard et la belette

J'entends le loup et le renard chanter

C'est dans neuf ans je m'en irai

La jument de Michao a passé dans le pré

La jument de Michao et son petit poulain

A passé dans le pré et mangé tout le foin

L'hiver viendra les gars, l'hiver viendra

La jument de Michao, elle s'en repentira

## Le loup, le renard et la belette(Amérique du Nord)

### Version cadienne
Il existe des versions cadiennes (cajun) sans lien direct avec la version bretonne. Mais la mélodie est très proche. Ce J'ai vu le loup le renard et la belette comporte des couplets spécifiques. Ici encore, quelqu'un témoigne d'une fête secrète réservée à une élite sociale. La dimension sexuelle est présente, il s'agirait d'une orgie. La présence et sans doute l'exploitation d'un enfant choque le narrateur qui imagine le sien à sa place. La fin de la chanson suggère donc le viol sur un mineur.

#### Paroles
J'ai vu le loup, le renard et la belette

J'ai vu le loup et le renard danser

J'ai vu le loup, le renard et la belette

J'ai vu le loup et le renard danser

Je les ai vus taper leurs mains

Je les ai vus taper leurs mains

Je les ai vus taper leurs pieds

Je les ai vus taper leurs pieds

Je les ai vus qu'ils s'embrassaient

Je les ai vus qu'ils s'embrassaient

Je les ai vus qu'ils se caressaient

Je les ai vus qu'ils se caressaient

Je les ai vus avec une enfant

Je les ai vus avec une enfant

Merci bon Dieu c'était pas la mienne

Merci bon Dieu c'était pas la mienne

### Version québécoise (Le loup, le renard, le lièvre)
Il ne reste dans la version québécoise que deux vers. « J'ai vu le loup le renard le lièvre/J'ai vu le loup, le renard passer ». Ils sont chantés en tapant du pied pour faire danser. Ils peuvent être également couplés à une autre chanson pour servir de refrain, comme c'est le cas pour La Jument de Michao. Ainsi, il existe un couplage avec le texte de la chanson « Derrière chez nous y a un étang ». Également avec le texte de la chanson « En revenant de Saint-André ». Dans les deux cas, la mélodie reste la même, et la chanson s'intitule « Le loup, le renard, le lièvre ».

#### paroles
Derrière chez-nous y a-t-un étang

J'ai vu le loup, le renard passer (bis)

Trois beaux canards s'en vont baignant.

Et pis tape et pis tape,

Et pis roule et pis roule,

Et pis frappe et pis frappe,

Et pis tape et pis roule,

Et pis tape la ribidoune

Et pis tapoche encore.

REFRAIN

J'ai vu le loup, le renard, le lièvre

J'ai vu le loup, le renard passer (bis)

Trois beaux canards s'en vont baignant

J'ai vu le loup, le renard passer (bis)

Le fils du roi s'en va chassant,

Et pis tape...

REFRAIN

Le fils du roi s'en va chassant,

J'ai vu le loup, le renard passer (bis)

Avec son grand fusil d'argent,

Et pis tape...

REFRAIN

Avec son grand fusil d'argent,

J'ai vu le loup, le renard passer (bis)

Visa le noir, tua le blanc,

Et pis tape...

REFRAIN

Toutes ses plumes s'en vont au vent,

J'ai vu le loup, le renard passer (bis)

Trois dames s'en vont les ramassant,

Et pis tape...

REFRAIN

C'est pour en faire un lit de camp,

J'ai vu le loup, le renard passer (bis)

Pour y coucher tous les passants,

Et pis tape...

REFRAIN